# Jack Givens
Jack Givens (Lexington, 21 settembre 1956) è un ex cestista statunitense, professionista nella NBA.

## Carriera
Venne selezionato dagli Atlanta Hawks al primo giro del Draft NBA 1978 (16ª scelta assoluta).

## Palmarès
- Campione NIT (1976)
- Campione NCAA (1978)
- NCAA Final Four Most Outstanding Player (1978)
- NCAA AP All-America Second Team (1978)